# Ак жол (партия)
Демократическая партия Казахстана «Ак жол» (дословно — «Светлый путь», каз. Қазақстанның «Ақ жол» демократиялық партиясы / Qazaqstannyñ «Aq jol» demokratialyq partiasy) — политическая партия правого толка в Казахстане, позиционирующая себя как «конструктивная оппозиция». Представлена в парламенте.
Зарегистрирована в органах юстиции 3 апреля 2002 года. Численность партии по данным Центральной избирательной комиссии Казахстана составляет 175 862 членов.

## История
Партия образовалась на основе общественного объединения «Демократический выбор Казахстана» (ДВК). В январе 2002 года из-за разногласий с организаторами движения ДВК часть членов Политсовета движения объявили о создании новой демократической партии «Ак Жол» (Светлый путь). 3 апреля 2002 года партия была зарегистрирована в Министерстве юстиции Казахстана.
На выборах в Мажилис в 2004 году по официальным данным партия получила 12,04 % голосов. Всего партия получила два мандата в мажилисе третьего созыва (Алихан Байменов — по партийным спискам, Амалбек Тшан — по одномандатному округу). Один из сопредседателей партии, Алихан Байменов, отказался от депутатского мандата, мотивируя своё решение нечестностью проведенных выборов.
Партия «Ак Жол» являлась одним из инициаторов создания Координационного совета трех партий (ДВК, КПК и «Ак Жол») по выдвижению единого кандидата от оппозиции на предстоящих в 2006 году президентских выборах).

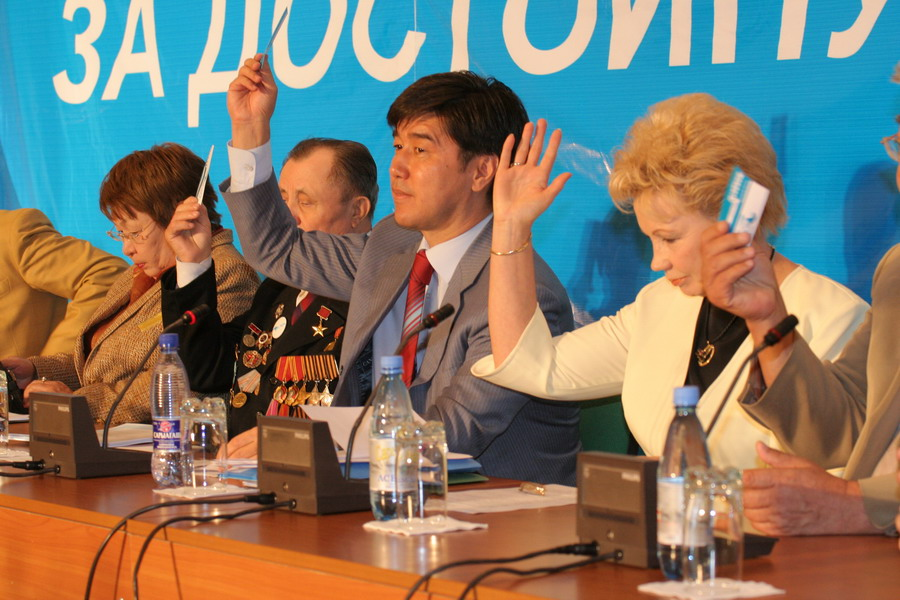
Алихан Байменов и Людмила Жуланова на съезде ДПК «Ак жол»

В начале 2005 года в ДПК «Ак жол» произошёл конфликт между сопредседателями партии Алиханом Байменовым и Людмилой Жулановой с одной стороны и сопредседателями Булатом Абиловым, Уразом Джандосовым и Алтынбеком Сарсенбаевым с другой стороны, связанный с разным видением участия партии в Координационном совете демократических сил (КСДС). КСДС, возглавляемый Жармаханом Туякбаем, поддержали лишь три сопредседателя «Ак Жола» — Сарсенбаев, Абилов и Джандосов. Двое других сопредседателей — Байменов и Жуланова — фактически обвинили коллег-сопредседателей в том, что они ставят идеи КСДС выше партийных. 15 марта 2005 года в Астане было официально объявлено о расколе партии. Съезд постановил упразднить институт сопредседателей «Ак Жола», а единым председателем партии выбран Алихан Байменов. В итоге, раскол в рядах «Ак Жол» привел к созданию новой партии — «Настоящий Ак Жол», куда ушли наиболее оппозиционные лидеры: Булат Абилов, Ураз Джандосов, Алтынбек Сарсенбайулы, Тулеген Жукеев.
На выборах президента Казахстана, проходивших 4 декабря 2005 года, кандидат от ДПК «Ак жол» Алихан Байменов набрал 1,61 % голосов избирателей (3-е место).
8 июля 2007 года произошло слияние партий ДПК «Ак жол» и ДП «Адилет». На выборах в Мажилис в 2007 году ДПК «Ак жол» получила 3,09 % голосов и не прошла в Парламент. Партия не признала итоги выборов. 20 октября 2007 года на съезде ДП «Адилет» было принято решение отменить ранее принятое решение о присоединении к ДПК «Ак Жол».
12 февраля 2011 года перед президентскими выборами партия провела совещание в Шымкенте, где было решено, что желающие кандидаты могут участвовать в выборах через процедуру самовыдвижения. Однако никто из членов партии не проявил инициативы в данном вопросе.
2 июля 2011 года на съезде партии в Астане председателем ДПК «Ак жол» был единогласно избран глава Национальной экономической палаты «Атамекен» Азат Перуашев. За несколько дней до съезда Азат Перуашев вышел из состава Народно-демократической партии «Нур Отан», а Алихан Байменов 1 июля был назначен указом президента Казахстана председателем агентства по делам государственной службы.
27 ноября 2011 года прошёл съезд Демократической партии Казахстана «Ак жол», на котором был утверждён партийный список из 79 человек на выборы в мажилис 2012 года. В него вошли председатель партии Азат Перуашев, заместители председателя Людмила Жуланова и Бурихан Нурмухамедов, бывший мажилисмен Амангельды Айталы, экс-вице-министр сельского хозяйства Арман Евниев, чемпион Олимпийских игр 2008 года Бакыт Сарсекбаев, а также предприниматели и представители партии в регионах. 8 декабря ЦИК зарегистрировала партийный список партии для участия в выборах. 
16 января 2012 года в полдень председатель ЦИК Казахстана Куандык Турганкулов на брифинге озвучил предварительные данные по итогам прошедших выборов. Согласно предварительным данным, поступающим из областных, городов Астана и Алма-Ата избирательных комиссий, голоса избирателей распределились следующим образом: за партию «Нур Отан» проголосовало 80,74 % избирателей, за Партию патриотов Казахстана — 0,89 %, за «Ак жол» 7,46 %, за ОСДП — 1,59 %, за КНПК — 7,2 %, за «Ауыл» — 1,46 %, за «Адилет» — 0,66 %. В тот же день партия «Ак жол» также распространила заявление, в котором поздравила «Нур Отан» с победой и отметила, что все политические партии, принявшие участие в выборной кампании, имели равные возможности довести посредством СМИ свою предвыборную программу и взгляды до электората. 
17 января Центральная избирательная комиссия Казахстана огласила окончательные итоги выборов депутатов нижней палаты парламента, избираемых по партийным спискам: убедительную победу одержала Народно-демократическая партия «Нур Отан», набрав 80,99 % голосов избирателей, также в парламент вошли Демократическая партия Казахстана «Ак Жол» и Коммунистическая народная партия Казахстана, набравшие 7,47 и 7,19 % голосов соответственно. Общенациональная социал-демократическая партия набрала 1,68 % голосов избирателей, Казахстанская социал-демократическая партия «Ауыл» — 1,19 %, Партия патриотов Казахстана — 0,83 %; Демократическая партия «Адилет» — 0,66 %. Таким образом, «Нур Отан» получил 83 депутатских мандата, «Ак жол» — 8, КНПК — 7. 
18 января партия определилась с депутатами от «Ак жола» в V созыве мажилиса, ими стали Азамат Абильдаев, Нурлан Жазылбеков, Меруерт Казбекова, Екатерина Никитинская, Азат Перуашев, Аманжан Рыскали, Сагиятулла Сарсенов, Алмас Туртаев.

## Критика
Партия «Ак жол» нередко подвергается критике за роль почти имитатора демократической партии и «удобного спарринг-партнера» для правящей пропрезидентской партии «Нур Отан». Критикуется «Ак жол» и за частую поддержку основных инициатив «Лидера нации» (каз. Елбасы).

## Участие в выборах

### Парламентские выборы
| Выборы | Кол-во голосов | %     | Мест     | +/- |
| ------ | -------------- | ----- | -------- | --- |
| 2004   | 572 672        | 12,00 | 1 из 77  | ▬   |
| 2007   | 183 346        | 3,09  | 0 из 98  | ▼1  |
| 2012   | 518 405        | 7,47  | 8 из 98  | ▲8  |
| 2016   | 540 406        | 7,18  | 7 из 98  | ▼1  |
| 2021   | 792 828        | 10,95 | 12 из 98 | ▲5  |
| 2023   | 535 139        | 8,41  | 6 из 98  | ▼6  |

### Президентские выборы
| Выборы | Кол-во голосов | %    | Место | Кандидат партии |
| ------ | -------------- | ---- | ----- | --------------- |
| 2005   | 108 730        | 1,61 | 3/5   | Алихан Байменов |
| 2022   | 465 714        | 5,05 | 3/7   | Дания Еспаева   |